# 李相慶
李 相慶（イ・サンギョン、朝鮮語: 이상경、1902年6月7日 - 没年不詳）は、日本統治時代の朝鮮の官僚、水利組合理事、大韓民国の政治家。第2代韓国国会議員。
父は中枢院賛議を務めた李恩雨。

## 経歴
本籍は慶尚南道河東郡。明治大学法学部、日本大学卒。日本統治時代の朝鮮では官僚を経て、郷里で蟾津江水利組合理事を務めた。光復後は大韓独立促成国民会河東郡支部長などを経て、1950年の第2代総選挙に国民会の公認で立候補して当選し、国会議員となった。朝鮮戦争の際、孝子洞で身を隠していたところ北朝鮮に拉致された。1956年7月、在北平和統一促進協議会中央委員に就任。以降の動向や活動ついての詳細は不明。2005年7月20日から25日までに、『在北人士の墓』が公開されたことにより墓所が明らかとなった。